# Collingwood (priimek)
Collingwood je priimek več oseb:
- Richard George Collingwood, britanski general
- Sydney Collingwood, britanski general